# Estończycy w Stanach Zjednoczonych
Estończycy w Stanach Zjednoczonych – Estończycy albo Amerykanie pochodzenia estońskiego zamieszkujący Stany Zjednoczone.

## Historia
Historia estońskiej diaspory w USA zaczyna się w 1627 roku. Wtedy to pierwsi osadnicy estońscy osiedlili się w Nowej Szwecji, nad rzeką Delaware. Emigracja na większą skalę zaczęła się jednak dopiero w XIX wieku, kiedy to Estonia była częścią Imperium Rosyjskiego.
Największa fala migracji miała jednak miejsce w XX wieku. Była ona spowodowana okupacją Estonii przez ZSRR oraz toczącą się w Europie wojną. Wiele emigrantów uciekało przed sowieckim systemem represji, jako byli „Leśni Bracia” bądź żołnierze kolaborujących z III Rzeszą formacji kolaboracyjnych.
Po upadku ZSRR i odzyskaniu niepodległości przez Estonię część uchodźców wróciła do Estonii.
Prezydent Franklin Delano Roosevelt pochodził z rodziny byłych osadników pochodzących z Tallina, którzy w XVII wieku zamieszkali Nowy Amsterdam.

## Liczebność
W 2000 roku USA zamieszkiwało 25 034 Estończyków.
Według danych statystycznych na rok 2021 USA zamieszkuje 29 128 osób identyfikujących się jako Estończycy.

## Religia
W przeciwieństwie do Estończyków zamieszkujących Estonia – diaspora estońska w USA nadal praktykuje luteranizm. Już w 1897 w Fort Pierre powstała Estońska Kongregacja Luterańska.

## Kultura
Estończycy zamieszkujący USA dbają o swoją kulturę. Od początku XX wieku w Stanach Zjednoczonych praktykowane jest dziennikarstwo estońskojęzyczne.
Wielu estońskich pisarzy mieszkało i tworzyło w USA. Byli to m.in.  Henrik Visnapuu, Pedro Krusten, Ilmar Külvet, Ilmar Mikiver, Ain Kalmus, Elin Toona, Valve Saretok, Ivar Ivask i Asta Willmann.
W Stanach Zjednoczonych działa 9 estońskich szkół.